# Dakar UC
Dakar UC is een Senegalese voetbalclub uit de stad Dakar. De vereniging speelt op het hoogste niveau in het Senegalese voetbal.

## Prestaties in Afrikaans voetbal
- CAF Confederation Cup: 1 deelname

2005 - Voorronde

## Bekende spelers
- Pape Demba Camara
- Pape Alioune Diouf
- Diarga Fall
- Fadel Fall
- Ibrahima Gueye
- Cheikh Ndiaye
- Babacar Niang
- Abdoulaye Touré